# Edingen-Neckarhausen
Edingen-Neckarhausen là một xã thuộc huyện Rhein-Neckar-Kreis, bang Baden-Württemberg, Đức. Nơi đây nằm ở tả ngạn con sông Neckar.

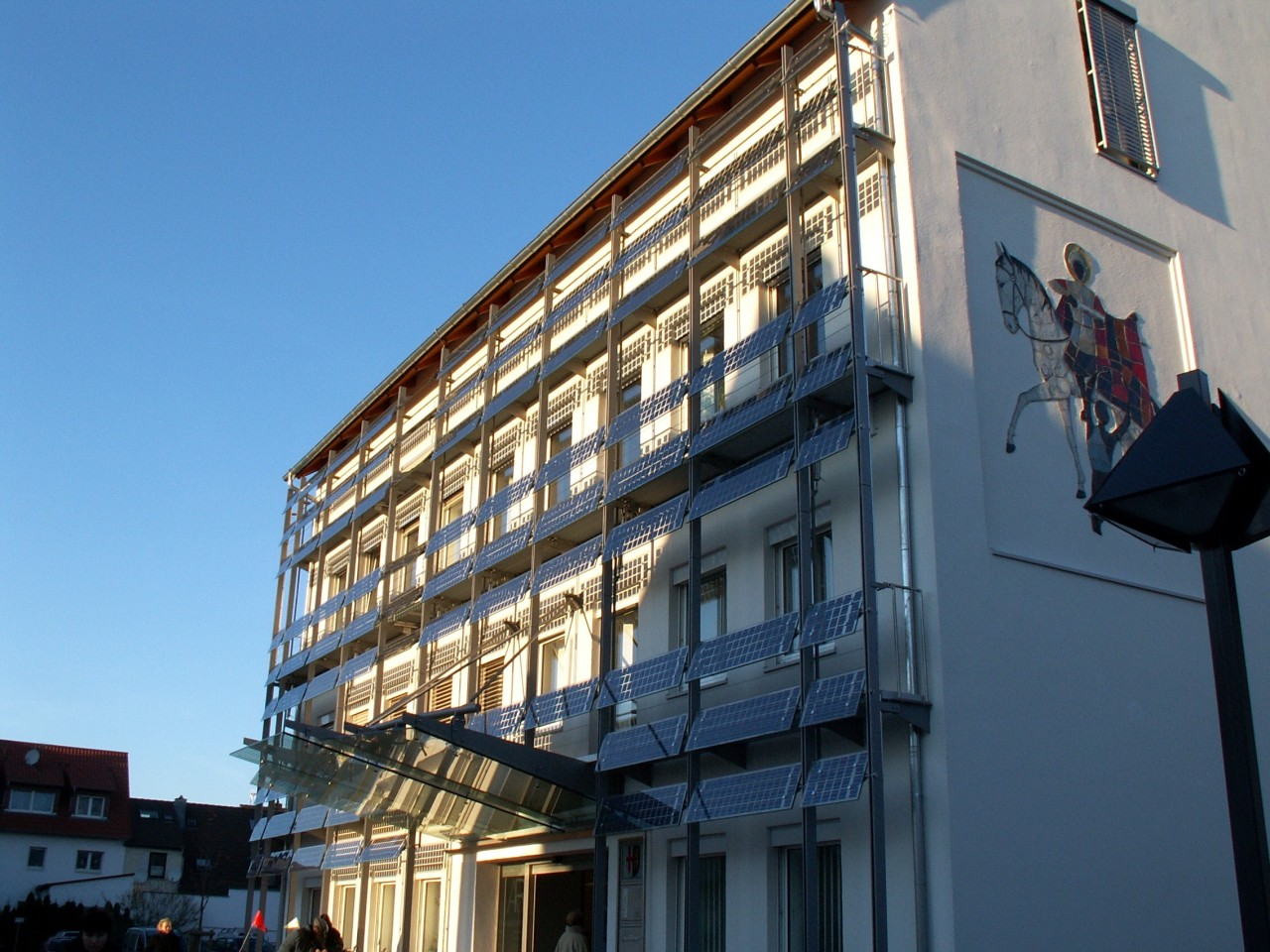
Tòa thị chính ở Edingen